# Одиниця перекладу
У сфері перекладу одиницею перекладу називають фрагмент тексту, який вважається єдиним смисловим блоком. Одиницею перекладу може бути одне слово, вислів, одне чи кілька речень або навіть одиниця більшого розміру — тобто фрагмент, для якого в процесі перекладу створюватиметься смисловий еквівалент.
Що більші одиниці перекладу, на які перекладач розбиває текст, то більше шансів отримати ідіоматично коректний переклад. Це стосується не тільки перекладу людиною, а й випадків, коли перекладачі-люди використовують автоматизований переклад, зокрема за допомогою пам'яті перекладів, а також коли переклад виконують системи машинного перекладу.

## Поняття одиниці перекладу
Жан-Поль Віне і Жан Дарбельне, обговорюючи ідею вважати одиницею перекладу окреме слово, проаналізували вихідну концепцію лінгвістичного знака Фердинана де Соссюра. На думку Соссюра, знак за своєю природою є довільним, тому він може набувати смисл лише завдяки відмінності від інших знаків цієї ж системи.
Проте російський вчений Леонід Бархударов зазначив, що якщо йдеться, наприклад, про поезію, одиницею перекладу може виявитися весь текст твору цілком. Схоже, це пов'язано з його переконанням, що одиницею перекладу є найменша одиниця мовою оригіналу, для якої існує еквівалент у цільовій мові, а поодинці її частини стають неперекладними; ці частини можуть бути як маленькими, як-от фонеми чи морфеми, так і великими, як-от цілі вірші.
Сьюзен Басснетт поширила сприйняття поезії Бархударова на прозу, додавши, що в цьому типі перекладу основною одиницею є текст. Басснетт висловила думку, що виконання перекладу послідовно, речення за реченням, може призвести до втрати важливих структурних властивостей.
Німецький лінгвіст Вернер Коллер вказав на зв'язок ідеї Бархударова про розміри одиниць із розбіжностями між вихідною й цільовою мовами: що більше ці мови відрізняються одна від одної, що менше вони споріднені, то більшим є розмір одиниці перекладу.
Ще одне уявлення про ідею одиниці висловив лінгвіст Юджин Найда. На його думку, існує тенденція вважати одиницями перекладу невеликі фрагменти мови, які утворюють речення і тим самим стаючи тим, що він називав значущими шматками мови.

## Підходи до визначення одиниці перекладу

### З боку технології
За цього підходу одиниця перекладу — це фрагмент тексту, на якому зосереджена увага і який слід вважати єдиним цілим у цільовій мові. Така точка зору дає підстави розглянути концепцію протоколу вербалізації мислення, яку підтримує німецький лінгвіст Вольфганг Льоршер: ручне виокремлення одиниць під час перекладу текстів певної тематики. Такий підхід спирається на досвід перекладача: ті, початківці сприймають як одиницю перекладу слово, тоді як досвідчені перекладачі виокремлюють і перекладають одиниці смислу у вигляді фраз, мовних зворотів або речень.

### З боку продукту
За цього підходу одиниця перекладеного тексту може бути зіставлена з еквівалентною одиницею вихідного тексту. Відповідний приклад навів Гідеон Турі: 27 перекладів з англійської на іврит, зроблених студентами, були зіставлені з вихідним текстом. Студенти, які мали невеликий досвід, вказали у своїх перекладах більшу кількість малих одиниць перекладу на рівні слів і морфем, тоді як один досвідчений учень вказав приблизно на половину таких одиниць, переважно на рівні фрази або речення.

## Одиниця перекладу у сфері технічного перекладу
У сфері технічного перекладу стандартною одиницею перекладу є слово вихідного тексту — тобто обсяг тексту, який підлягає перекладу, рахують у словах.
Технічний текст, як правило, містить багато повторюваних фрагментів і речень, які відрізняються одне від одного лише кількома словами. З іншого боку, під час виконання перекладу за допомогою програм автоматизованого перекладу (Trados Studio, memoQ, Wordfast, OmegaT, Smartcat тощо) будь-який перекладений фрагмент тексту («сегмент») фіксується у пам'яті перекладів. Коли технічний перекладач зустрічає речення, переклад для якого вже присутній у пам'яті перекладів (100 % match), яке повторюється кілька разів (repetition) або схоже з уже перекладеним (fuzzy match), програма автоматично «підказує» йому, як воно перекладалося раніше. Це дає перекладачеві змогу витрачати менше зусиль і часу на переклад речень, які вже перекладалися раніше, а також прискорити переклад речень, у яких змінилося лише одне чи кілька слів.
Оскільки на переклад повторів і схожих речень витрачається менше зусиль, ніж на переклад «з нуля», з метою обрахунку слова в таких реченнях рахують із певним понижувальним коефіцієнтом — наприклад, 100%-ві збіги рахують із коефіцієнтом 10 %, а повтори — 15 %. Єдиного стандарту понижувальних коефіцієнтів немає: у різних бюро технічних перекладів застосовуються різні системи (CAT schemes).
Обсяг тексту, розрахований таким чином, називається зважений облік по словах (weighted word count, WWC), а одиницею вимірювання є так зване зважене слово (weighted word, WW).

## Інші приклади одиниць вимірювання обсягу тексту
Сторінка (машинописна) — 1860 знаків із пробілами.
Авторський аркуш (також обліково-видавничий аркуш) — 40 000 друкованих знаків, враховуючи пробіли, цифри, розділові знаки тощо.
Друкований аркуш:
- Фізичний друкований аркуш — половина паперового аркуша стандартного формату книжки.
- Умовний друкований аркуш — друкований аркуш, зведений до формату друкованого аркуша 60 × 90 см.